# Voivodato di Jelenia Góra

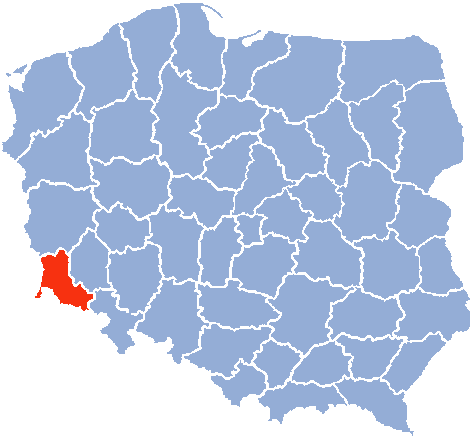
Voivodato di Jelenia Góra

Il voivodato di Jelenia Góra (in polacco: województwo jeleniogórskie) è stato un'unità di divisione amministrativa e governo locale della Polonia negli anni dal 1975 al 1998. Nel 1999 è stato sostituito dal voivodato della Bassa Slesia. La città capitale era Jelenia Góra.

## Principali città (popolazione nel 1995)
- Jelenia Góra (93.500)
- Bolesławiec (44.400)
- Zgorzelec (36.800)
- Lubań (24.400)
- Kamienna Góra (23.600)